# Mike Kearns
Michael Joseph "Mike" Kearns, Sr. (nacido el 18 de junio de 1929 en Trenton, Nueva Jersey y fallecido el 31 de enero de 2009 en Hamilton, Nueva Jersey) fue un jugador de baloncesto estadounidense que disputó una temporada en la NBA. Con 1,88 metros de estatura, jugaba en la posición de base.

## Trayectoria deportiva

### Universidad
Jugó durante su etapa universitaria con los Tigers de la Universidad de Princeton, siendo elegido en 1951 en el mejor quinteto de la Ivy League, tras promediar 13,7 puntos por partido, convirtiéndose en ese momento en el segundo jugador de la historia de la universidad en anotar más de 300 puntos (301) en una temporada.

### Profesional
Fue elegido en la cuadragésimo octava posición del Draft de la NBA de 1951 por Philadelphia Warriors, con los que únicamente disputó seis partidos, en los que anotó un punto y repartió cinco asistencias.

## Estadísticas de su carrera en la NBA

### Temporada regular
| Temporada | Edad | Equipo                | Liga | Pos. | P | TIT | MIN | TC  | TCA | %TC  | 3P | 3PA | %3P | TL  | TLA | %TL  | R.OF. | R.DEF. | REB | ASIS | ROB | TAP | PER | FP  | PTS |
| 1954-55   | 25   | Philadelphia Warriors | NBA  | PG   | 6 |     | 4.2 | 0.0 | 0.8 | .000 |    |     |     | 0.2 | 0.7 | .250 |       |        | 0.5 | 0.8  |     |     |     | 0.2 | 0.2 |
| Total     |      |                       | NBA  |      | 6 |     | 4.2 | 0.0 | 0.8 | .000 |    |     |     | 0.2 | 0.7 | .250 |       |        | 0.5 | 0.8  |     |     |     | 0.2 | 0.2 |